# Teatro Vera
El Teatro Oficial Juan de Vera, conocido simplemente como Teatro Vera, está ubicado en la calle San Juan 637, de la Ciudad de Corrientes. El edificio actual se inauguró el 25 de mayo de 1913, y fue restaurado y reinaugurarlo en 2005.

Este teatro se destaca principalmente por su acústica, su arquitectura, por su programación intensa y de jerarquía, sus producciones, por haber sido la sede originaria del más importante festival de la danza en Argentina, "Danza Libre", ⁷sede de la Fiesta Nacional de la Danza,y su gravitación e influencia en las artes del espectáculo de esta región del país. 
La boletería está abierta de 9:00 a 12:30 y 17:00 a 21:00 horas, de martes a sábados.

## Historia
El edificio actual del Vera está ubicado en el mismo predio donde se construyó el edificio original, terreno adquirido el 11 de febrero de 1859 según la 'Ley de ventas de tierras públicas' en la que se autorizó su venta, donde se estableció que la recaudación se utilizaría “para la construcción de un teatro en la traza de la ciudad”. 
En marzo de 1859 el señor José Fontenau y el agrimensor Manuel Villar, encararon los primeros trabajos; en principio, se eligió un terreno frente a la plaza 25 de Mayo. Posteriormente se edificó en el terreno que perteneció al Convento de Santo Domingo (donde actualmente se ubica el Teatro). 
La construcción se inició ese mismo año, y en las excavaciones de los cimientos encontraron la piedra fundamental del antiguo convento. Los trabajos se demoraron durante el año 1860 y parte de 1861. 
El 9 de julio de 1861 se inauguró el primer teatro con la obra “Borrascas del corazón” de Tomás Rodríguez Rubí y una pequeña pieza musical llamada “Una casa constitucional”, ambas representadas por la Sociedad de Artistas Dramáticos Españoles. Actuaron posteriormente en aquel teatro renombradas compañías que al hacerlo en Buenos Aires y Asunción del Paraguay, también incluían al Vera como parte de su gira. Así actuó en el año 1862 la Prima Donna Madame Deperrini, cantando arias de Gaetano Donizzetti. 
En el año 1906 autorizaron la enajenación del primitivo teatro y lo recaudado de su venta fue destinado a la construcción de un edificio nuevo. En 1907 fue demolido el antiguo edificio y en el mismo sitio se construyó de nuevo, tomando como base uno de los tres proyectos presentados por el arquitecto Atilio Locatti, el que fue modificado en obras por el arquitecto Carlos Milanesse, responsabilizándose al constructor Antonio Samela de la dirección de las obras civiles. 
El 25 de mayo de 1913 inauguraron el edificio actual, con la ópera “Aída”, de Giuseppe Verdi, por la Compañía Opera Marranto. La concesión del Vera fue otorgada al señor Carlos María Dodero para su explotación por 25 años, con la condición de que terminara el edificio y lo pusiera en funcionamiento. Después se concedió también el uso, ocupación y explotación de la terraza-confitería anexa. 
Es un teatro concebido para el género lírico, y cumple diversas funciones como la de cinematógrafo. 
Los programas se conformaron de dos partes: la proyección de un filme y un intermedio musical o poético, el que en muchas de las obras estaba dedicado a damas de nuestra sociedad. 
La construcción edilicia tuvo en cuenta principalmente la acústica; cuando el espectáculo público no requiere la conservación de la acústica y el clima correntino lo permite, dispositivos mecánicos corren la cúpula y la velada se desarrolla a cielo abierto. La cúpula corrediza, es una de las singularidades edilicias que se conservaron del diseño original del edificio. 
En septiembre de 2003, con fuerte protagonismo comunitario, la Subsecretaría de Cultura de la Provincia proponía la “Campaña S.O.S. Vera” para el recambio de las butacas de platea. Fue el comienzo de un proyecto de recuperación integral del  primer coliseo correntino. 
El valor patrimonial de esta obra y frente al estado en que se encontraba, el gobierno provincial encargó a la Dirección de Planificación y Obras, los trabajos necesarios para su puesta en valor. 
Las obras se inauguraron en 2005, casi con carácter de refundación, para reposicionarlo entre los mejores del país. La Reinauguración: “Hoy como Ayer”, pero con la tecnología, confort y seguridad actual.
Además de la puesta en valor como edificio histórico, y de la infraestructura de seguridad y comodidades para el público y los artistas se ha iniciado la incorporación de dispositivos y equipamiento técnico de última generación que abren las puertas a otra dimensión de puestas escénicas. La materialización de una visión de servicio al espectador o visitante en particular y a la comunidad en general, es una decisión tomada en la política de recursos humanos diseñada para la sala.
Profesionales, técnicos y empresarios del medio aunaron esfuerzos para el logro del objetivo de respetar el diseño y sistema tecnológico-constructivo original, incorporando los sistemas de protección y confort que los tiempos actuales  demandan y que el 8 de diciembre de 2005 se puso a disposición de la comunidad. 

## El edificio
La fachada de estilo Belle Epoque (1900) es de una organización clara y simétrica, dividida en 3 niveles coronados por un friso con esculturas alegóricas. El acceso al hall se efectúa por una escalinata de mármol cuyo descanso es protegido por una marquesina de hierro bellamente trabajada que soporta el balcón central, jerarquizando ambos la entrada principal.
El hall del teatro es de reducidas dimensiones, con paredes revestidas de mayólicas en tonos ocres y tierra, iluminados por hermosos apliques de bronce cuyo tema principal es una máscara leonina con las fauces abiertas. Se destaca la gran araña central del mismo estilo y material.
La planta del edificio se estructura a partir de la forma en herradura de la platea, rodeada por los palcos bajos y tertulias, superponiéndose 3 niveles: los palcos altos, la cazuela y el paraíso, soportados por columnas corintias.  El frente de los palcos está decorado con máscaras y guirnaldas alusivas al arte teatral. 
El espacio de la sala está coronado por una cúpula corrediza, que permite funciones a cielo abierto; el cielorraso cóncavo que sostiene el tambor de la cúpula estuvo pintada con una reproducción de la pintura de Guido Renni, El carro de la Aurora. Con el tiempo las mismas se deterioraron y fueron repintadas con una base blanca. En el año 2005, luego de décadas de permanecer en este estado, el cielorraso fue decorado por el arquitecto José Antonio Ramírez, su actual director, con temas de la mitología guaranítica y de la vida cultural de Corrientes.
La capacidad actual de la sala, con buenas visuales, es de 684 localidades distribuidas en 316 plateas y tertulias, 14 palcos bajos con 56 localidades, 18 palcos altos de 72 localidades y 240 ubicaciones más entre las galerías (cazuela y paraíso).
Resulta imprescindible destacar que su impecable acústica –una virtud técnica de la sala- fue ponderada por célebres directores de orquesta como Robert Shaw, o los de la Ópera de Viena y la Sinfónica de la antigua República Democrática Alemana, y por destacados músicos como W. Malkusinsky, Pía Sebastián, Luís Ascot, Astor Piazzolla, Atilio Stampone o Rodolfo Mederos.

### Aspectos Técnicos
El escenario a la italiana tiene 12 metros de boca por 10 metros de profundidad con un declive del 3% y un proscenio de 2 metros, además de un foso de la orquesta. La tapicería escénica y la mayor parte del sistema de iluminación están suspendidas de una parrilla ubicada a 18 metros sobre el nivel del escenario. 
El 27 de marzo de 1981 se inauguró el re-equipamiento técnico que en esa época lo colocó entre los mejores dotados del país. Se modernizaron los sistemas de audio, iluminación, maquinaria y tapicería escénica. El equipo de iluminación alcanzó el número de 180 artefactos especiales. Para el control de los mismos se lo dotó de una consola digital programable.

## Galería de imágenes

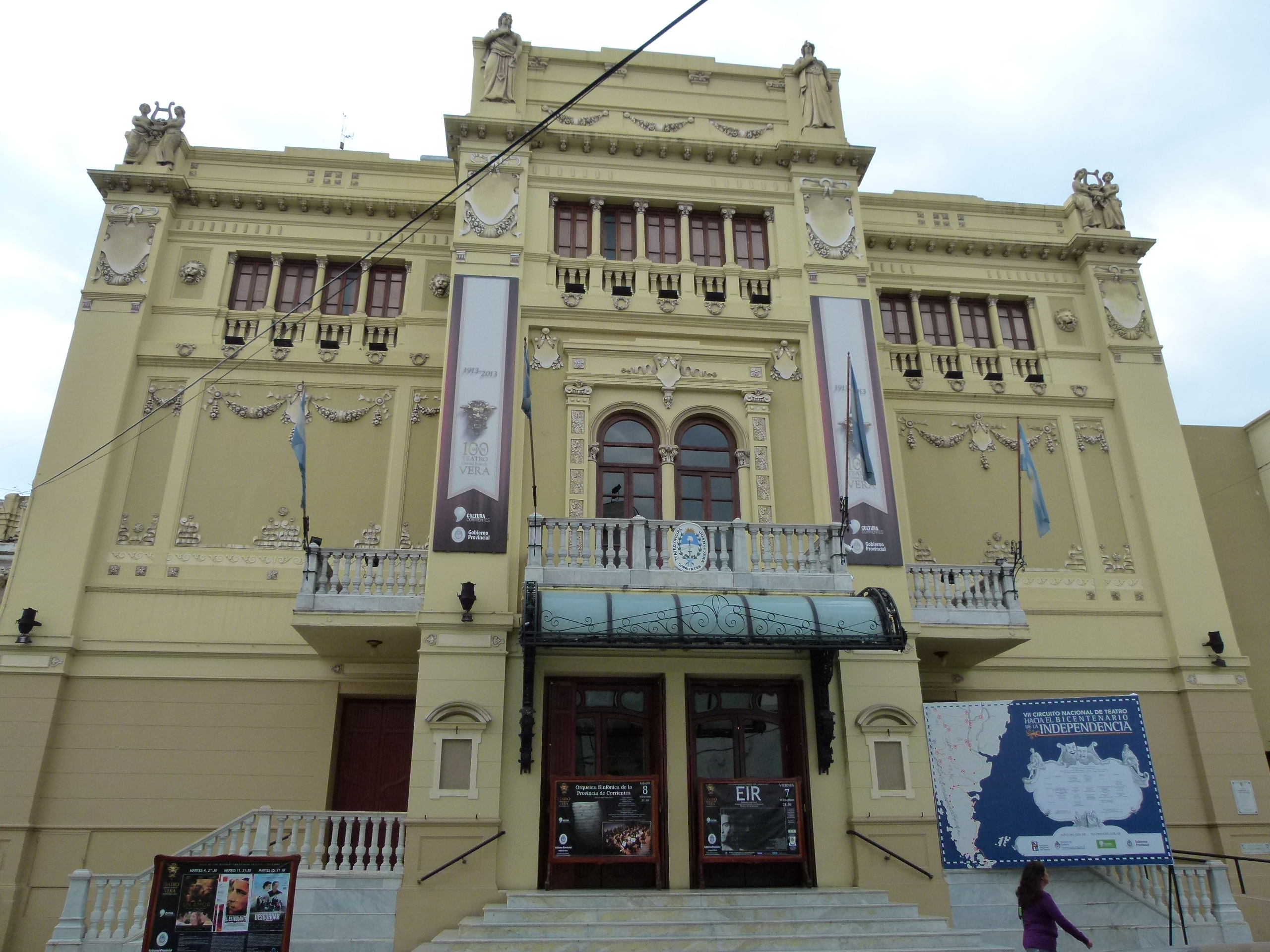
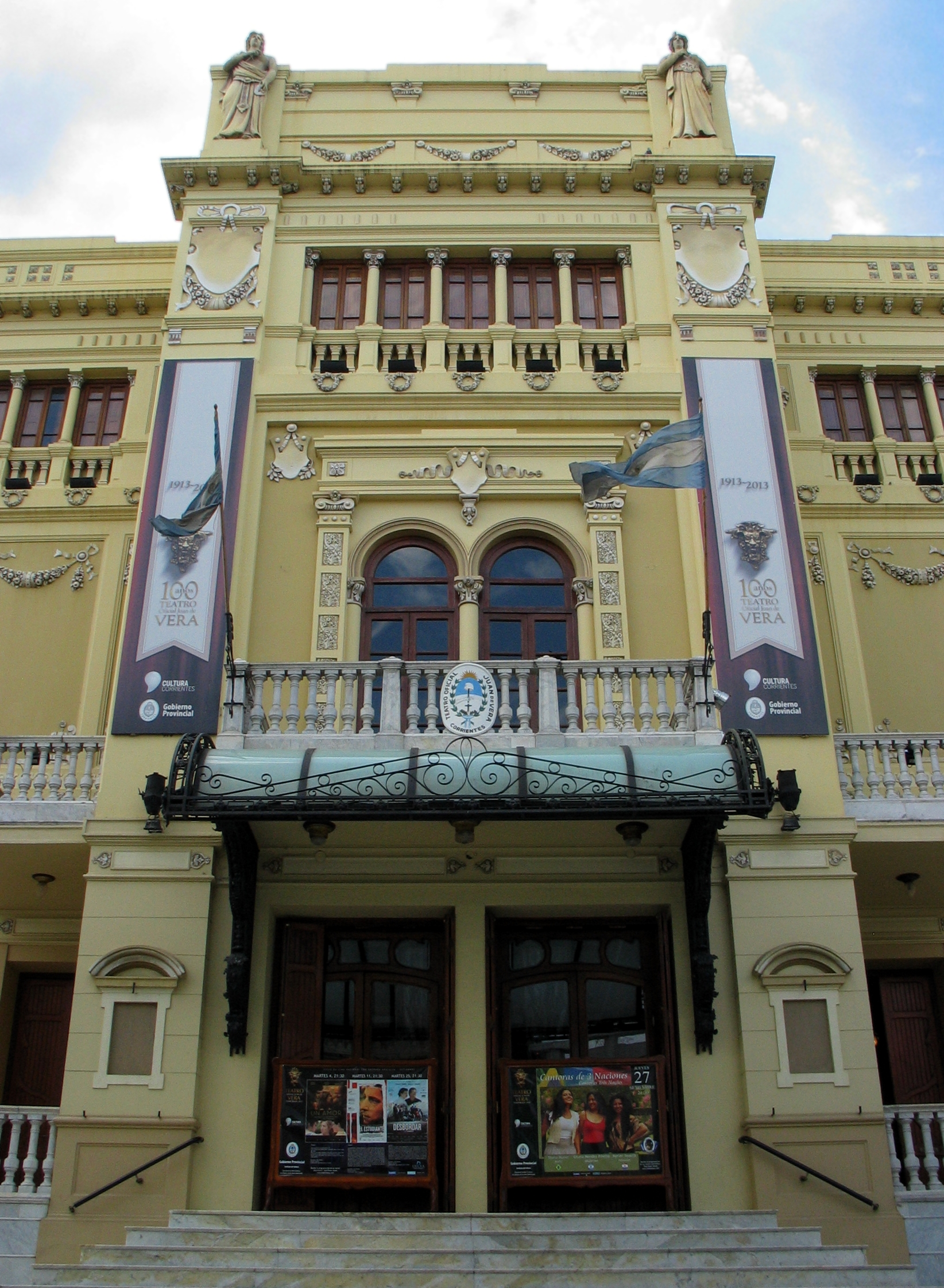
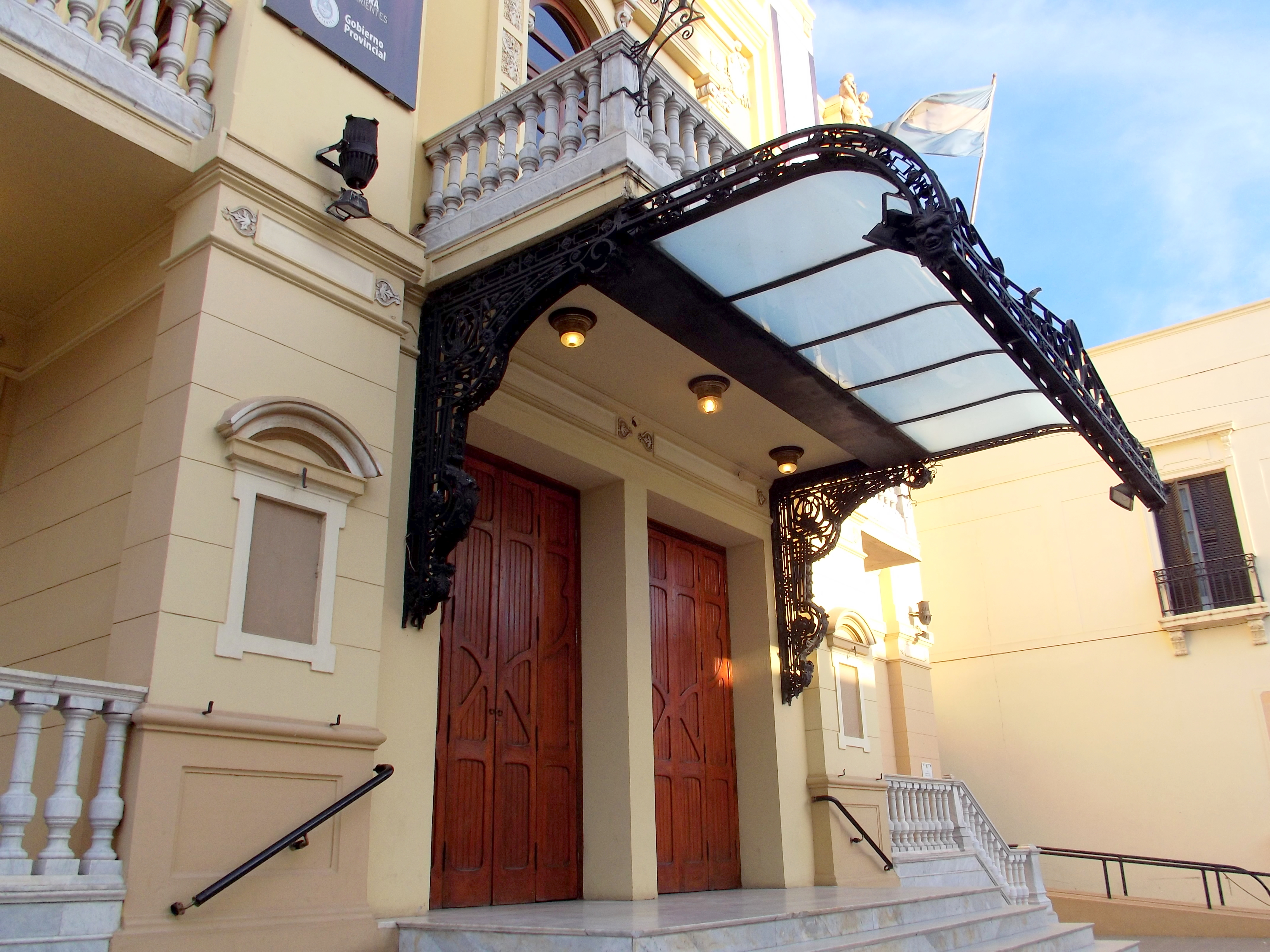
Puertas de acceso.
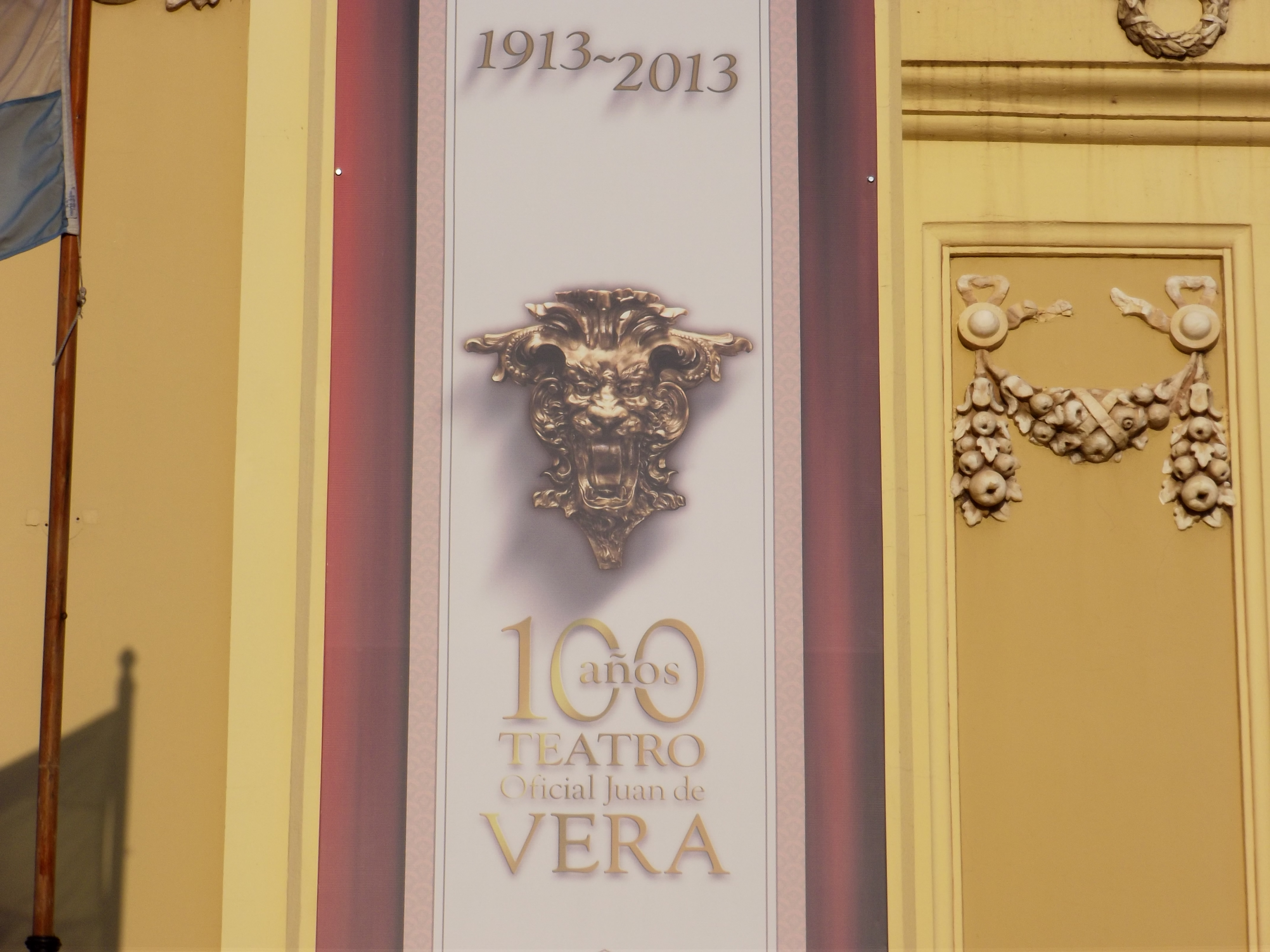
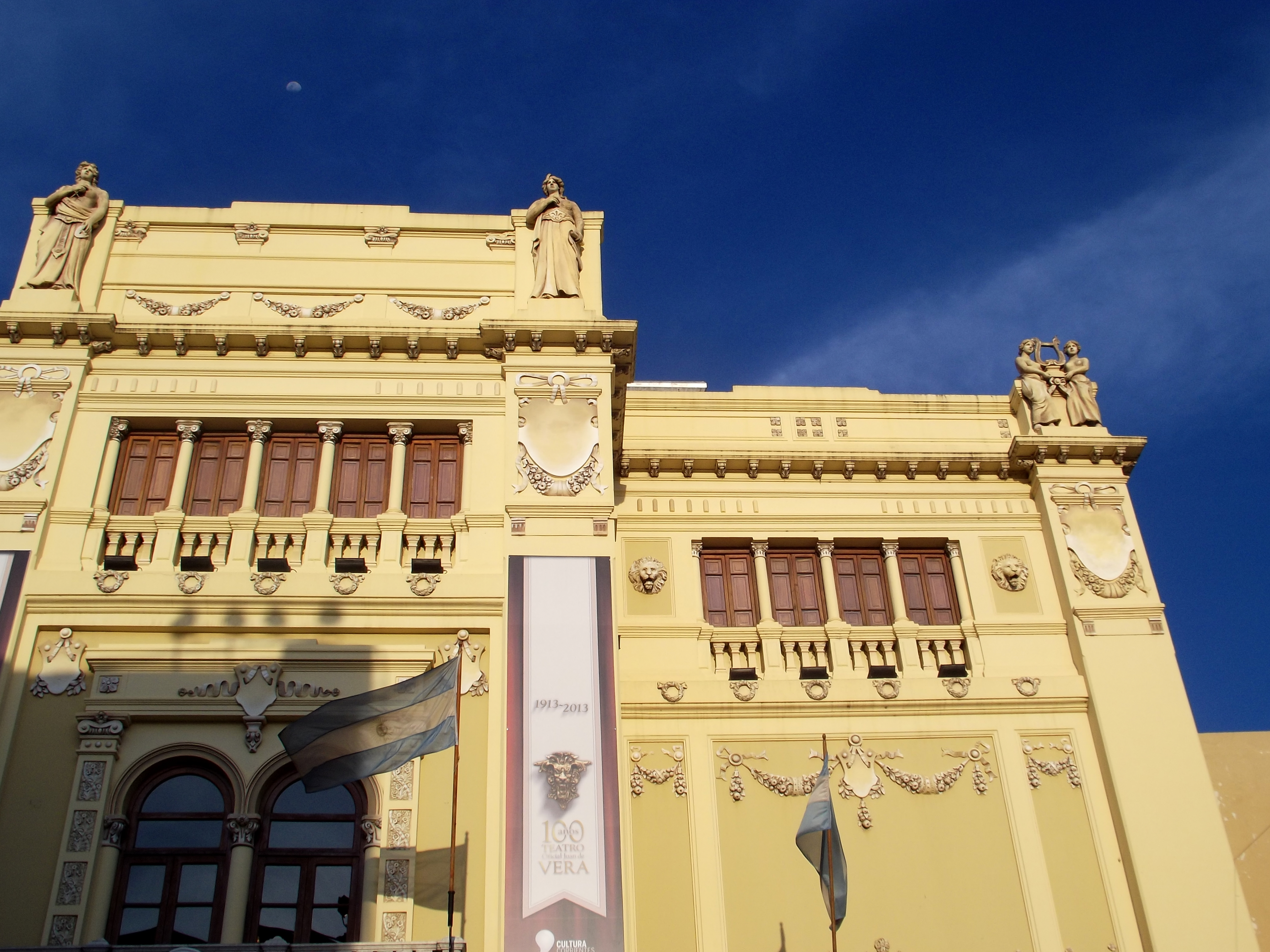
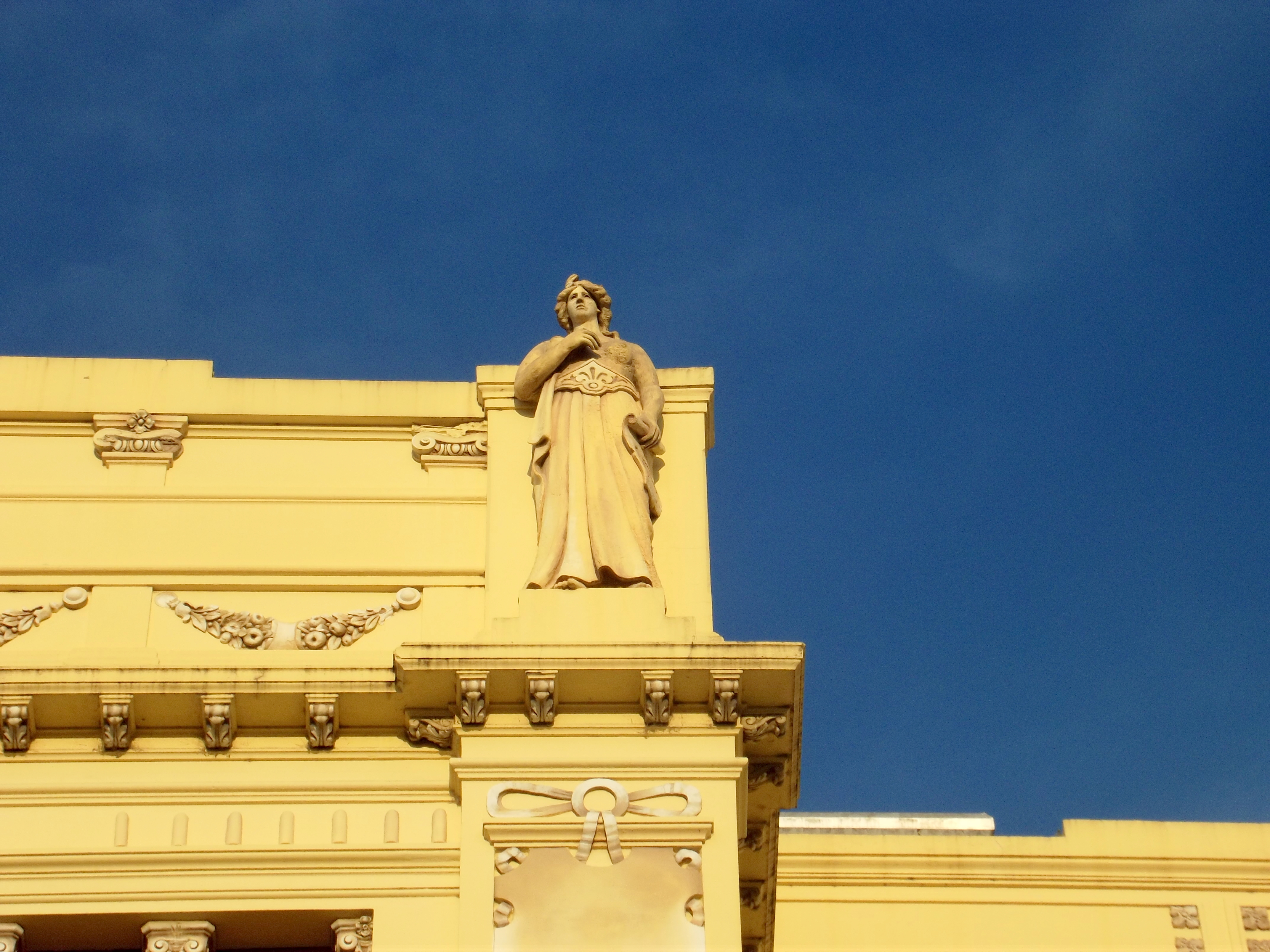
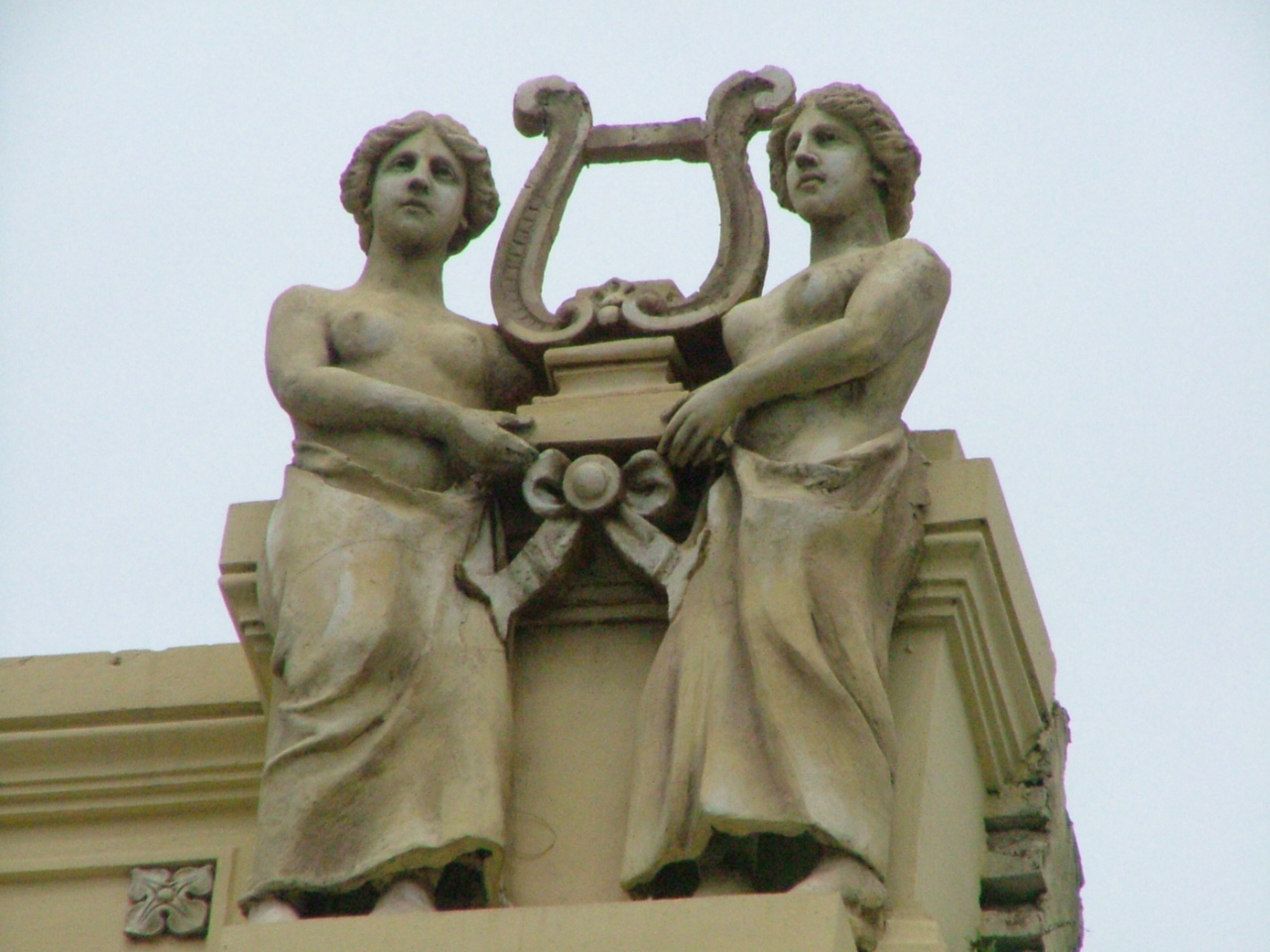
Un detalle en la fachada, arriba a la derecha.
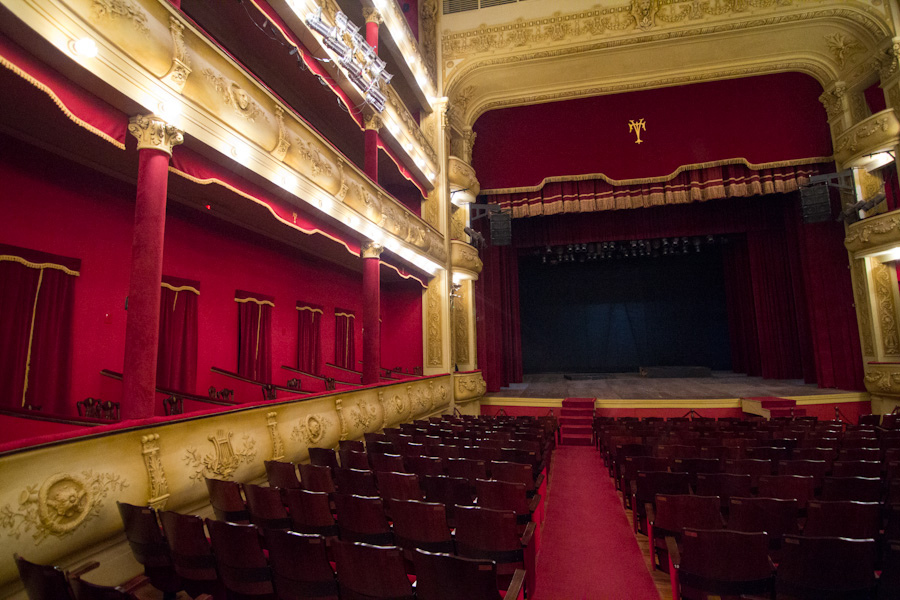
Butacas y telón.

## Sitios web del teatro
- teatrovera.com Sitio web oficial del Teatro Oficial Juan de Vera
- https://www.facebook.com/TeatroOficialJuandeVera Sitio oficial del teatro en Facebook

- Datos: Q6139923
- Multimedia: Teatro Juan de Vera / Q6139923